# Старо-Теречное
Старо-Теречное (Старотеречное, Старый Терек) — село в Кизлярском районе Дагестана. Входит в состав Крайновского сельсовета.

## Географическое положение
Населённый пункт расположен на берегу залива Конный Култук (южная часть Кизлярского залива), в устье канала Балабиха, в 16 км к юго-востоку от центра сельского поселения — Крайновка и в 80 км к востоку от города Кизляр. Вдоль села проходит региональная трасса Махачкала-Крайновка.

## Население
| 1914 | 1926 | 1959  | 1970 | 1989 | 2002 | 2010 |
| ---- | ---- | ----- | ---- | ---- | ---- | ---- |
| 58   | ↘25  | ↗1252 | ↘695 | ↘419 | ↘399 | ↗441 |
| 2021 |      |       |      |      |      |      |
| ↗490 |      |       |      |      |      |      |

Национальный состав
По данным Всесоюзной переписи населения 1926 года:
| № | Национальность | Численность, чел. | Доля  |
| - | -------------- | ----------------- | ----- |
| 1 | русские        | 25                | 100 % |

По результатам Всероссийской переписи населения 2010 года:
| № | Национальность | Численность, чел. | Доля   |
| - | -------------- | ----------------- | ------ |
| 1 | аварцы         | 217               | 49,2 % |
| 2 | даргинцы       | 103               | 23,3 % |
| 3 | русские        | 81                | 18,4 % |
| 4 | другие         | 40                | 9,1 %  |

По данным Всероссийской переписи населения 2010 года, в селе проживало 441 человек (227 мужчин и 214 женщин).